# タンデムシステム
タンデムシステム(英: tandem system)とは、複数のコンピュータを直列に接続して機能を分担し、処理能力を高めたシステムのことである。「デュアルシステム」や「デュプレックスシステム」が冗長化しているのに対して、タンデムシステムは1台でもコンピュータが故障すれば、他のコンピュータが正常でも処理が不可能となる。

## 参考資料
1. ↑  タンデムシステム